# 马尔钦·布热津斯基
马尔钦·布热津斯基（波蘭語：Marcin Brzeziński，1984年1月6日—），波兰男子赛艇运动员。他曾代表波兰参加世界赛艇锦标赛，获得一枚金牌和一枚铜牌。他也曾参加2008年、2012年、2016年和2020年夏季奥运会。